# مانانارا نورد
مانانارا نورد (به لاتین: Mananara Nord) یک منطقهٔ مسکونی در ماداگاسکار است که در مانانارا شمالی واقع شده‌است. مانانارا نورد ۳۵٬۱۴۸ نفر جمعیت دارد و ۱۲ متر بالاتر از سطح دریا واقع شده‌است.